# Björn von Finckenstein
Björn Graf Finck von Finckenstein (ur. 23 lipca 1958 w Usakos, zm. 17 grudnia 2021) – namibijski lekarz i samorządowiec, w latach 1993–1999 burmistrz Windhuku.
W latach 1993–1999 pełnił funkcję burmistrza Windhuku. Zasiadał w radzie miejskiej, był jej przewodniczącym. Pełnił funkcję dyrektora namibijskiego instytutu transfuzji krwi.